# Androctonus mauritanicus
El escorpión de cola gruesa (Androctonus mauritanicus) es una especie de arácnido de la familia Buthidae descrito por primera vez en 1902 por Reginald Innes Pocock. Es un escorpión de tamaño medio y con una distribución situada al noroeste de África. Se trata del escorpión más venenoso de Marruecos.

## Etimología
El nombre del género, Androctonus, está formado por las partículas andros- y -ctonus, provenientes del griego: anḗr, andrós (ἀνήρ, ἀνδρός), que significa “hombre”, y κτείνω (kteínō) que significa “matar” o “asesinar”. Se podría traducir, por lo tanto, como “asesino de hombres”. El epíteto específico hace referencia a Mauritania, probablemente entendida como la región que incluye parte de los actuales Marruecos y Argelia

## Descripción
Escorpión de tamaño grande dentro de su género, que tiende a presentar dimensiones más reducidas. Suele mostrar una longitud total de entre 7 y 9 cm. Como otras especies de Androctonus, que reciben el nombre popular de escorpiones de cola gruesa, presenta unos pedipalpos delgados y de escaso porte, pero un metasoma especialmente ancho. Las placas del prosoma, los terguitos, los esternitos y los segmentos del metasoma presentan carenas bien marcadas, a menudo de coloración más oscura que el resto del cuerpo. La coloración general oscila entre colores negruzcos y pardos oscuros.
Machos y hembras son diferenciables no solo por el tamaño (tendiendo los machos a ser de tamaños más grandes) sino porque la hembra posee peines con entre 20 y 25 dientes, mientras que los de los machos tienen entre 26 y 30. Además, en las pinzas del macho podemos observar una muesca muy marcada en la base del dedo fijo, mientras que en las hembras es poco visible o inexistente.
La determinación específica de escorpiones del género Androctonus a través de caracteres morfológicos es compleja, situación que ha conllevado la descripción de múltiples especies nuevas gracias a revisiones taxonómicas en tiempos recientes. Androctonus mauritanicus fue descrito ya a principios del siglo XX, pero algunas poblaciones que se consideraban englobadas en ella han sido propuestas para una elevación a rango específico bajo el nombre de A. bourdoni. Algunas características que se tienen en cuenta en su identificación son el engrosamiento distal, la depresión dorsal y la disposición de carenas y gránulos en los segmentos metasomales o la extensión y abundancia de sedas en el pedipalpo, entre otras.

## Distribución geográfica
Su distribución geográfica se limita a Marruecos, donde, sin embargo, es abundante y ocupa una buena superficie. Parece extenderse por la costa Atlántica y las zonas de influencia mediterránea y menos relieve del Oeste del país, siendo ausente en la Cordillera del Atlas, el Anti-Atlas y los desiertos interiores. Las poblaciones al sur de Agadir han sido propuestas como una especie distinta, A. bourdoni.

## Hábitat
Ocupa principalmente el piso bioclimático semiárido, evitando en buena medida las zonas áridas o muy áridas propias del desierto del Sáhara. Se localiza preferentemente a altitudes más bajas que otras especies del mismo género, así como en áreas con temperaturas diurnas más bajas y escasa precipitación. Esas preferencias se traducen en una presencia abundante en zonas costeras y la ausencia de las áreas de orografía más pronunciada y cambios más drásticos de temperatura. Esa distribución provoca que entre en contacto con la población local más a menudo que otras especies que prefieren zonas de desierto interior mucho menos pobladas. Esta situación, sumada a la potencia de su veneno, provoca que sea el responsable del 60% de las muertes por picadura de escorpión en el sur de Marruecos.

## Ecología y ciclo vital
Muestra hábitos nocturnos, refugiándose durante el día bajo piedras, en grietas u oquedades. Se han valorado diferentes opciones acerca del método que usan los escorpiones para orientarse durante su período de actividad, pero en el caso del género Androctonus se ha demostrado el uso de la luna y las estrellas como referencias, un comportamiento que recibe el nombre de astromenotaxis. El periodo de gestación se prolonga entre 5 y 7 meses, dando lugar a camadas de entre 50 y 70 individuos. Generalmente, los juveniles pasan a través de 8 etapas previas a alcanzar la madurez sexual, que tiene lugar a los 2 años de vida. Su esperanza de vida se encuentra alrededor de los 5 años.

## Veneno
Su veneno se compone de una mezcla de péptidos, algunos de los cuales actúan como bloqueadores de los canales celulares de sodio, haciéndolo especialmente letal para mamíferos. En Marruecos, el 83% de los casos reportados de picadura de escorpión se cree que son causados por esta especie. Siendo especialmente peligroso en niños menores de 10 años (cuya mortalidad se eleva al 8% de los casos de picadura).
Se ha descrito una DL50 (dosis letal media) de 0,32 mg/Kg de peso y al situarse muy por debajo del valor de 1,5 mg/Kg (que se suele usar para delimitar la clasificación de los venenos de alta toxicidad) se puede considerar potencialmente letal en humanos. Si a esto le sumamos que el veneno es de absorción rápida y de que se trata de una especie común, estamos ante una especie que puede suponer un problema sanitario para la población local.
Existe una fuerte variabilidad intraespecífica tanto en las proteínas presentes en el veneno como en las dosis administradas en una picadura, esto hace que una picadura no sea equivalente ni en dosis ni en letalidad con otras del mismo individuo o con las de otro individuo. Cada caso deberá ser manejado en función a esto y al paciente mismo. Esto dificulta el tratamiento médico y, por lo tanto, se necesitan de más estudios e investigaciones para avanzar en este campo. Además, se trata de una especie sin un antiveneno ya desarrollado y los antivenenos poco refinados actuales pueden causar efectos adversos para el paciente. Algunas de las toxinas aisladas del veneno de esta especie están siendo utilizadas en experimentos de laboratorio para investigar el funcionamiento de los canales de potasio. Estos canales tienen importancia fisiológica en los mecanismos de contracción muscular y procesos cardíacos y además se están usando en investigaciones para el tratamiento de cáncer. Por lo tanto, el uso de este veneno (como el de otros escorpiones del género) en estos estudios podría suponer un avance médico. 